# Joaquín Nin-Culmell
Joaquín Nin-Culmell (né le 5 septembre 1908 à Berlin – mort le 14 janvier 2004 à Berkeley) est un compositeur et pianiste américain d'origine cubaine.

## Biographie
Joaquín Nin-Culmell est le fils du pianiste et compositeur cubain d'origine espagnole Joaquín Nin et de la chanteuse d'origine franco-danoise Rosa Culmell Vaurigaud (1871-1954), et le frère de l'autrice Anaïs Nin. Musicien précoce sous la férule de ses parents, il est élève de la Schola Cantorum de Paris puis du Conservatoire de Paris. Il eut pour maîtres Manuel de Falla, Paul Braud,  Ricardo Viñes, Conchita Badia, ainsi que Alfred Cortot pour le piano, et Paul Dukas, pour la composition. 
L'un de ses premiers récitals de piano remarqués est donné à Paris salle Chopin en mai 1932, organisé par Alfred Lion,. Jusqu'en 1934, il rend régulièrement visite à Manuel de Falla à Grenade.
À partir de 1940, il fuit Paris à la veille de l'invasion allemande, et rejoint sa mère à New York, puis enseigne au Williams College (Massachusetts). Il est ensuite professeur à l'Université de Californie, à Berkeley.
Son œuvre, héritage d'une culture cubano-espagnole, comporte de nombreuses pièces pour piano dont le cycle des quarante-huit Tonadas (1956-1961) et les douze Danses cubaines (1989), des chants populaires pour voix et piano, des œuvres symphoniques dont la Symphonie des Mystères (1992), un concerto pour piano, un autre pour violoncelle, de la musique de chambre et de la musique sacrée. Son unique opéra, La Celestina, a été créé au Teatro de la Zarzuela (Madrid) le 19 septembre 2008.